# Kyje
Pour district de Jičín, voir Kyje (district de Jičín).
Kyje (en allemand Keeg) est un quartier pragois situé dans le sud-est de la capitale tchèque, appartenant à l'arrondissement de Prague 14, d'une superficie de 569,3 hectares est un quartier de Prague. En 2018, la population était de 9 499 habitants.
La ville est devenue une partie de Prague en 1968.